# Грбаљ
Грбаљ је жупа у Црној Гори између Будве и полуострва Луштица. Са истока окружена планином Ловћен, а на западу ниска побрђа је одвајају од Јадранског мора. Уз источну границу поља развило се десетак насеља, која се колективно називају Горњи Грбаљ. Доњи Грбаљ чине села на западној ивици поља. Заселак Бигово у истоименој ували једино је мјесто на обали.
Села која се налазе у Горњем Грбљу су: Дуб, Сутвара, Пелиново, Наљежићи, Шишићи, Пријеради, Братешићи, Горовићи, Ластва Грбаљска и Пријевор. Засеоци: Краљев До у селу Горовићи, Свињишта и Сеоца.
Села која се налазе у Доњем Грбљу су: Кримовице, Вишњева, Загора, Главати, Кубаси, Ковачи,Главатичићи, Побрђе, Врановићи, Љешевићи. Засеоци: Трешњица, Укропци и Бигова.
Између Горњег и Доњег Грбља На Јадранској магистрали налази се насеље Радановићи које припада и Доњем и Горњем Грбљу. Дјелови Радановића су Ковачко поље, Главатске куће и Доња Сутвара. Радановићи су настали након разорног земљотреса 1979. године.
Регија је значајна пољопривредна област. Јужни дио поља чине воћњаци, виногради и повртњаци. Овај дио поља завршава са плажом Јаз. У сјеверном дијелу Грбаљског поља, смјештена је индустријска зона Котора.
Иларион Руварац у књизи „Монтенегрина” на 79. страни помиње од Грбља Грбљанића Зана. Он је припадник познате Которске породице Болица. Непознато је да ли је то презиме добио по месту одакле потиче, можда из Грбља.
Кроз своју историју Грбљани су веома његовали чистоту српског језика и ћириличног писма.
У Грбљу се налази манастир Српске православне цркве Подластва. Грбаљ је и сједиште истоимене црквене општине. У Грбљу вјековима постоји предање да је Лазар Хребељановић заправио био Грбљановић и да је поријеклом из Грбља. Андрија Качић Миошић наводи српско поријекло данашње двије познате алкарске породице, Грабовац и Вучковић. Грабовци су, по тим старим далматинским породичним предањима, потомци српског кнеза Лазара Грабљановића (Хребељановића). Симеон Пишчевић је у својој Историји српског народа из 1795. о Грбљу записао да у тој области такође живи српски живаљ. Лазара Хребељановића наводи као Гребељановића.

## Историја

### Средњовјековна жупа и окружење
Најзападнија средњовјековна дукљанска жупа Грбаљ (Gripuli, Grupuli) добила је име од античког града Агрувиј (Agruvium, Acruvium). Насељена српским родовима, протезала се у правцу сјеверозапад-југоисток, од поља у залеђу Будве, до поља уз море (у дну Тиватског залива, које се и данас зове Жупа). Имала је више плодних средишта. У доњем Грбљу, међу планинама, налазе се плодни долови, а посебно око данашњег Бигова (залив Траште). Постоји вјероватноћа да се ту налазио римски Агрувиј, због археолошких остатака из античке епохе. На сјеверозападу је област брда, а на југоистоку Мрчево поље (код Будве). У центру жупе, поред цркве Св. Стевана (у данашњем селу Враћеновићи) нађени су остаци прероманске пластике. Са цркве је и латински натпис (ктитора Хурога и Дане) из IX вијека. Пут Будва— Котор (са одвајањем за Тиват, на превоју Тројица) пролазио је и тада кроз ову жупу. У Грбљу је, као и у другим приморским областима, још у VII вијеку Византијски земљораднички закон обратио велику пажњу на виноградарство. Жупи Грбаљ било је блиско насеље Тиват (Theudo, Thedo, Teodo) који се први пут помиње на донаторском запису (ђакона Албелина) са цркве св. Срђа, Николе и Димитрија (Ђурђево брдо, изнад Тивта) из друге половине IX вијека.

### Дукљански период
У XI вијеку становници су се већ бавили ткачким занатом. У појединим историјским моментима, ова жупа се везивала за сусједну жупу Куково и град Будву (Стари град). Као најзападнија у Дукљи, била је везана и за Травунију и њене жупе (Рисену, Драчевицу и Конавле). То се види из подјеле (након смрти краља Војислава) када су Гојиславу и Предомиру остављени: Травунија и Грбаљ. Ка Грбљу су гравитирала три мала острва у Тиватском заливу: Оток, Превлака (Traiectus) и Габрио (Страдиоти, Св. Марко). На Превлаци се некада (вјероватно у X вијеку) налазила прероманска црква са богатим каменим црквеним намјештајем, сачуваним у неким дјеловима. Средњовјековна бенедиктинска опатија св, Арханђела Михаила (Tumba sancti Archangeli) на истом острву, први пут се помиње 1124. године. Касније је на том мјесту основана зетска православна епископија. Црква у којој је погинуо краљ Драгомир, на острву Габрио, носила је име св. Гаврила (постоје трагови цркве: записи о њој, на старијим картама Бока которске).

### Жупа у доба Немањића и Балшића
Жупа се налазила у средњовјековној држави Србији од времена Стефана Немање а њом су са титулом великог жупана, али и почасном титулом „краља” Диоклитије, Далмације, Требиња, Топлице и Хвосна (између осталог и по Вукановом натпису са цркве св. Луке, у Котору, из 1195. године) управљали Вукан Немањић, син врховног владара и великог жупана, Стефана Немање као и Ђорђе Немањић (син Вукана Немањића), у држави врховног владара Стефана Владислава I Немањића. Ова жупа је била у саставу области којима су под српским краљевима непосредно управљали: Стефан Вукановић Немањић, Јелена (мајка краља Милутина) и српски престолонаследници („ млади краљеви”) Стефан и Душан. Грбаљ се спомиње у писму цара Душана из Приштине 1351. године.

### Грбаљски законик
Грбаљски законик је написан 1427. године у светој обитељи Подластва. Има 126 чланa и 42 потписника. Њиме се уређује тадашњи друштвени живот.

### Грбљани и Црногорци
Сава Петровић Његош извјештава млетачког провидура Винћенца Гритија да су писали Грбљанима да не зову Пераштане у кметове, јер су у крви (непријатељству) с Паштровићима. Одговорили су да их неће звати, но траже од провидура да им допусти да зову Црногорце. Црногорци су пријатељи и Паштровићима и Грбљанима (писмо 158.). Из наведеног се види да тада ни Грбљани ни Паштовићи нису Црногорци, но су Црногорци пријатељи и једнима и другима. Опомиње провидура да су Грбљани незадовољни и да се двоуме да ли да бјеже у Турке. Наводи да је провидур њихов принцип и господар њихових тијела, а он от душе, алудирајући на свјетовну и црквену власт (pp. 226.). Грбљани Шишићи су зло нанијели Мирчанима (pp. 232.).

### Грбаљске буне у XV вијеку
Сава Накићеновић у монографији "Бока" 1913. године  пише (репринт ЦИД, 1999, стр 114), да у Грбљу има 48 стариначких братстава међу којима наводи и братства Ерцеговиће и Ћеклиће. Наводи се да је Грбаљ населило 7 братстава (племена) Херцеговаца, из старе Црне Горе је 57 братстава, и из Боке је 19 братстава. (стр 118)

## Познати Грбљани
- Максим Тујковић
- Џафер ага Тујковић
- Светозар Маровић
- Митрофан Бан
- Лазо М. Костић
- Илија Синдик
- Стеван Вукотић
- Ђорђе Михаиловић
- Ивица Краљ
- Милан Тичић